# William Henry Percy
William Henry Percy (24 mars 1788 - 5 octobre 1855) est un officier de la Royal Navy et un homme politique britannique. 

## Biographie
Henry Percy est le sixième fils d'Algernon Percy (1er comte de Beverley), et son épouse, Isabella Susannah Burrell, fille de Peter Burrell. 
Entré dans la marine en tant que volontaire de première classe à bord du HMS Lion, 64 canons en mai 1801 et l'accompagnant en Chine, il revient en novembre 1802 et est affecté au HMS Medusa tant qu'aspirant. Peu après, son frère aîné Josceline est nommé lieutenant par intérim. Il est promu lieutenant en 1807 et commandant en 1810, son premier commandement est le HMS Mermaid en 1811. Percy et Mermaid transportent des troupes de la Grande-Bretagne pour la Guerre d'indépendance espagnole. 
Il est nommé capitaine le 21 mars 1812, mais son commandement suivant (du 20 canon HMS Hermes en 1814, opérant sur la côte nord-américaine) est tombé en panne quand il perd 50 membres de son équipage blessés ou tués dans une attaque infructueuse sur Fort Bowyer, Mobile, puis doit mettre le feu à son propre navire pour la garder hors des mains ennemies. Une cour martiale détermine que l'attaque était justifiée par les circonstances. Pourtant, c'est son dernier service naval, bien qu'il ait ramené en Angleterre des dépêches annonçant la défaite britannique à la bataille de La Nouvelle-Orléans. 
Pendant un certain temps pendant sa retraite, il est commissaire aux accises et grâce à l'influence du beau-fils de sa tante maternelle, le deuxième marquis d'Exeter, il siège en tant que député conservateur de Stamford, Lincolnshire de 1818 à 1826 . Il quitte le Parlement pour prendre un poste d'accise, d'une valeur de 1 200 £ par an . Il est fait contre-amiral sur la liste des retraités le 1er octobre 1846. 
Il est décédé célibataire en octobre 1855, à l'âge de 67 ans, au 8 Portman Square, Londres, la maison de son frère aîné.